# Capgròs d'Ildefons Cerdà
El capgròs d'Ildefons Cerdà és una figura propietat de la Coordinadora de Geganters de Barcelona i vinculada al barri de l'Eixample. Representa Ildefons Cerdà, l'il·lustre enginyer que va emprendre la reforma urbanística de Barcelona al segle xix, coneguda per pla Cerdà.
El capgròs d'Ildefons Cerdà va ser construït per l'imatger cardoní Toni Mujal el 2009 amb motiu de l'any Cerdà i el van estrenar per la cavalcada de la Mercè d'aquell mateix any. Des de llavors, forma part de la comparsa de la Coordinadora de Geganters de Barcelona i participa de tant en tant en trobades i cercaviles de la ciutat, sovint acompanyat del capgròs de Narcís Monturiol.
La figura és exposada permanentment a la seu del Districte de l'Eixample, juntament amb els gegants i gegantons gaudinians de la Pedrera i la Crespinella de Barcelona.